# Deklaracja z Saint Vincent
Deklaracja z Saint Vincent (ang. The Saint Vincent Declaration, SVD) - ogłoszony w 1989 roku dokument wyznaczający kierunki rozwoju opieki diabetologicznej w Europie.
Sformułowanie tej deklaracji miało miejsce w St. Vincent we Włoszech w 1989 roku na spotkaniu przedstawicieli resortów zdrowia i organizacji pacjentów ze wszystkich krajów europejskich. Spotkanie to odbywało się pod egidą WHO i International Diabetes Federation (IDF).
Deklaracja zakłada wprowadzenie kompleksowych działań mających na celu zmniejszenie śmiertelności oraz powikłań chorobowych występujących u osób chorujących na cukrzycę, a także poprawę komfortu ich życia.